# Ребекка Тернер
Ребекка Тернер (англ. Rebecca Turner, 1 серпня 1992) — британська плавчиня.
Учасниця Олімпійських Ігор 2012 року.